# Furfural
Furfural je organska spojina, ki jo pridobivamo iz različnih kmetijskih stranskih proizvodov in sicer koruznih storžev, žagovine, ovsa in pšeničnih otrobov. Ime prihaja iz latinske besede furfural, kar pomeni otrobi. Furfural je heterociklični aldehid obročne strukture prikazane na desni. Njegova kemijska formula je OC4H3CHO. Je brezbarvna oljnata tekočina, ki ima vonj po mandljih, toda pri izpostavljanju na zraku tekočina hitro postane rumena.
Predstavlja enega od komponent pri vaniliji.

## Zgodovina
Furfural je izoliral leta 1821 nemški kemik Johann Wolfgang Döbereiner. Proizvedel je majhen vzorec snovi kot stranski produkt pri sintezi mravljične kisline. V tem času so mravljično kislino pridobivali z destiliranjem mrtvih mravelj in so pri poizkusu mravlje vsebovale del rastlinskih snovi. V letu 1840 je škotski kemik John Stenhouse spoznal, da lahko iste snovi pridobi z destilacijo širokega spektra rastlin, vključno s koruzo, žagovino, ovsom in otrobi v žvepleni kislini. Podal je tudi empirično formulo (C5H4O2). Leta 1902 je nemški kemik Carl Harries razbral strukturo furfurala.
Občasno so furfural uporabljali v industriji parfumov. Vendar je pristal na stranskem tiru vse do leta 1922, ko je tovarna Quaker Oats Company začela z masovno proizvodnjo iz ovsenih otrobov. Proizvodnja furfurala še danes poteka iz rastlinskih stranskih produktov.   

## Lastnosti
Furfural se zlahka raztaplja v večini polarnih organskih topil, vendar je slabo topna v vodi. Kemično furfural sodeluje v istih vrstah reakcij kot drugi aldehidi in druge aromatske spojine. Pri segrevanju nad 250 °C furfural razpade na furan in ogljikov monoksid. Kadar je pri segrevanju prisotna še kislina, se furfural ireverzibilno strdi v trdno smolo.

## Uporaba
Furfural je pomembena obnovljiva, ne naftno osnovana kemijska surovina. Hidrogeniranje furfurala omogoča pridobivanje furfurilalkohola, ki je uporaben kemijski intermediat in ki ga lahko nadalje hidrogeniramo do tetrahidrofurfuril alkohola (THFA). THFA se uporablja kot nenevarno topilo v kmetijskih formulacijah in kot pomožno sredstvo za pomoč herbicidom pri prodiranju v listno strukturo. Furfural je prav tako pomembno kemijsko topilo.